# Guianacara
Guianacara — рід риб родини цихлові. Налічує 7 видів.
- Guianacara cuyunii López-Fernández, Taphorn Baechle & Kullander 2006 — верхня течія річки Куюні, басейн р. Ессекібо, Венесуела
- Guianacara dacrya Arbour & López-Fernández 2011 — Гаяна, і, можливо, північна частина Бразилії
- Guianacara geayi (Pellegrin 1902) — басейни рр. Апуруаке (Approuague River) й Ояпок: Бразилія та Французька Гвіана
- Guianacara oelemariensis Kullander & Nijssen 1989 — басейн р. Мароні, Суринам
- Guianacara owroewefi Kullander & Nijssen 1989 — Французька Гвіана й Суринам
- Guianacara sphenozona Kullander & Nijssen 1989 — Гаяна та Суринам
- Guianacara stergiosi López-Fernández, Taphorn Baechle & Kullander 2006 — венесуельська частина Гвіанського нагір'я